# 謝材俊
謝材俊（1958年—），臺灣作家、出版人、自由讀書人。曾任臉譜出版社總編輯，也是《三三集刊》發起人之一。

## 生平
摩羯座。1958年，出生於台灣宜蘭縣。國立台灣大學歷史系畢業。筆名已知有：梅生律師、白羅、馬波、唐諾。，同时也是三三文社的发起人之一，太太是作家朱天心，兩人於1984年結婚。作家謝海盟為其子。 曾任臉譜出版社總編輯
謝材俊為歌曲《守著陽光守著你》的作詞人，作品还包括《風櫃來的人》（同名电影主题曲）、《纯白》等。與張大春、吳念真、詹宏志一起友情出演过侯孝贤的电影《悲情城市》，「片中那四位喝酒的文人，飾演大公報記者的張大春，飾演林老師的詹宏志，飾演國校老師的吳念真和謝材俊。」
謝材俊的父親謝清章，曾任宜蘭縣議員。「因此有人猜測現已改為「宜蘭人故事館」的舊議會大樓（舊宜蘭縣議會），即是謝家留下的作品。」1953年，特種考試建築技副及格219人，名單中包含「謝清章」。在〈富貴列車，百萬元之夢〉中，謝材俊提到他父親「繼承不小的家業，他是從三家磚窯廠和一手土地良田開始的。」「看愛雲·芬芝演的《別怕茱莉》系列驚悚色情片，在來回火車上買本《偵探》雜誌翻翻。」「後來還開卡拉ＯK，楊德昌電影《青梅竹馬》中，男主角侯孝賢還在這家民生東路的「銀座」唱「台北發的尾班車」。」（按：原文「末」為「尾」、「台北發的尾班車」，為洪一峰翻唱的日語歌曲）。

## 筆名
在唐諾（賴唐諾，來自厄爾·史丹利·賈德納，柯賴二氏探案）之前，謝材俊曾以梅生律師（梅森律師，來自厄爾·史丹利·賈德納，佩瑞·梅森、新梅森探案）為筆名，在《聯合文學》雜誌上，以雜文專欄的形式發表「流行歌曲大推理」。以白羅（白羅探長，來自阿嘉莎·克莉絲蒂筆下偵探赫丘勒·白羅）為筆名，發表過《仙履奇緣》（1990）、《睡美人》（1990）、《人間孔子》（1991）、《鏡子一樣的歷史--細嚼〈說苑──編給皇帝看的歷史故事〉》（1992）（以上皆為遠流出版社）。以馬波（瑪波小姐，來自阿嘉莎·克莉絲蒂，珍·瑪波、瑪波小姐探案，馬可·波羅）為筆名，發表過《救難小英雄》（1990）、《狐狸與獵狗》（1990）（以上皆為遠流出版社）、《匪夷所思的印加人 :太陽神子民的滅族傳奇》（知書房）（2004），著有《芥末黃殺人事件 :誰殺的在哪殺的用什麼殺的》（1992）（時報出版社）。
以唐諾為筆名前，謝材俊以「白羅」為筆名，嘗試歷史相關的寫作《人間孔子》（1991）、《鏡子一樣的歷史》（1992）；以「馬波」為筆名，嘗試推理小說創作《芥末黃殺人事件》（1992）。歷史的部分，後來持續發表《眼前》（2015）（唐諾）。
以唐諾為筆名後，先期著作以麥田出版，討論美國職業籃球的書系為主，《唐諾看NBA》（1993）、《空中飛人 :麥可‧喬丹》、《永恆的飛人 :麥可.喬丹自述》、《球迷唐諾看球》、《世界盃足球大賽》、《棒球語錄 :美國大聯盟百年智慧之精華》、《X的悲劇》、《NBA救世主 :格蘭特.希爾》、《唐諾談NBA》等。
在接觸了冷硬派（Hardboiled）推理小說作家勞倫斯·卜洛克的馬修·史卡德系列後，開始翻譯、推薦卜洛克的小說。
擔任臉譜總編輯最後，翻譯並編成一套給高中學生看的《人類最偉大的聲音》（2001）的小冊子模樣叢書共五冊，開始其「專業讀書人」的生涯。
在寫過數十本推理小說的導讀後，其導讀則集結成兩本集著：《唐諾推理小說導讀選Ⅰ》、《唐諾推理小說導讀選Ⅱ》（2002）（INK印刻出版）。
唐諾被稱為「職業讀書人」，另著有：《文字的故事》（2001）、《閱讀的故事》、《讀者時代》、《在咖啡館遇到14個作家》（2010中國時報開卷十大好書）、《世間的名字》。